# Besa (Sängerin)

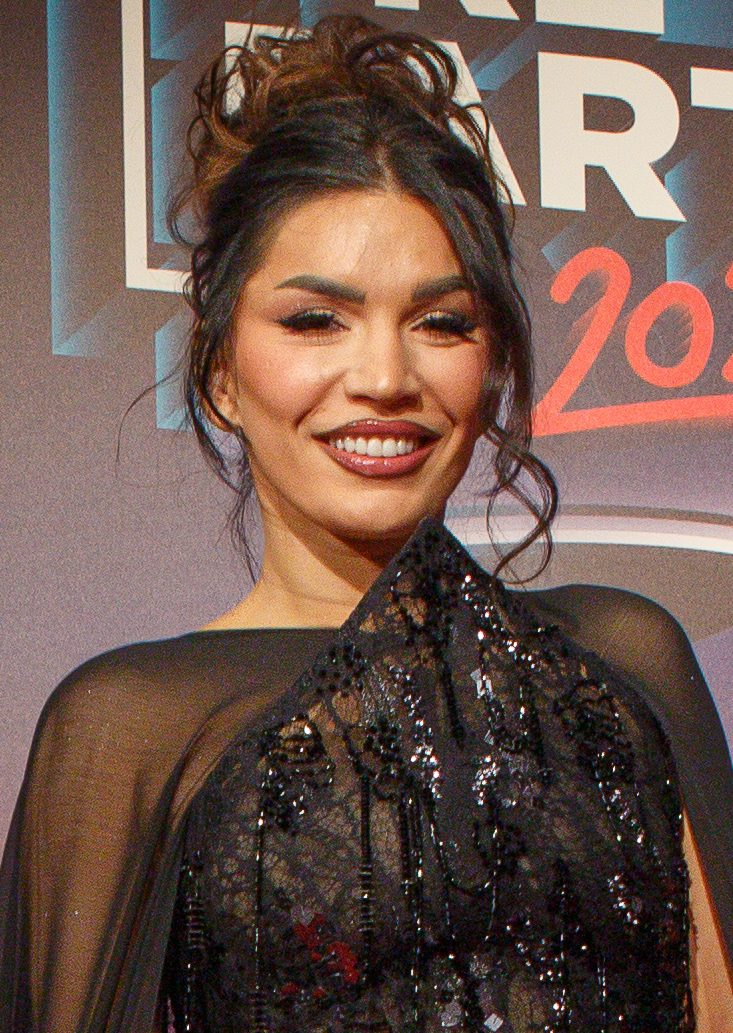
Besa (2024)

Besa Kokëdhima (Künstlername auch Besa, * 29. Mai 1986 in Fier) ist eine albanische Pop- und R&B-Sängerin.

## Leben und Wirken
2008 gelang ihr mit dem Gewinn der fünften Ausgabe der Castingshow Top Fest mit dem Lied Ëngjëjt Vrasin Njëlloj der große Durchbruch. Im gleichen Jahr nahm sie mit Ajër erstmals am Festivali i Këngës teil und erreichte den vierten Platz. 2009 war sie mit dem Titel Nothin’ Gonna Change Teilnehmerin an der Selecția Națională, der rumänischen Vorentscheidung zum Eurovision Song Contest. Sie erreichte allerdings nicht das Finale. 2010 veröffentlichte sie die Single Nuk Jam Ajo, eine Zusammenarbeit mit Jehona Sopi. Auch in diesem Jahr trat sie am Festivali i Këngës auf. Mit E bukura dhe bisha erreichte sie jedoch nur den neunten Platz.

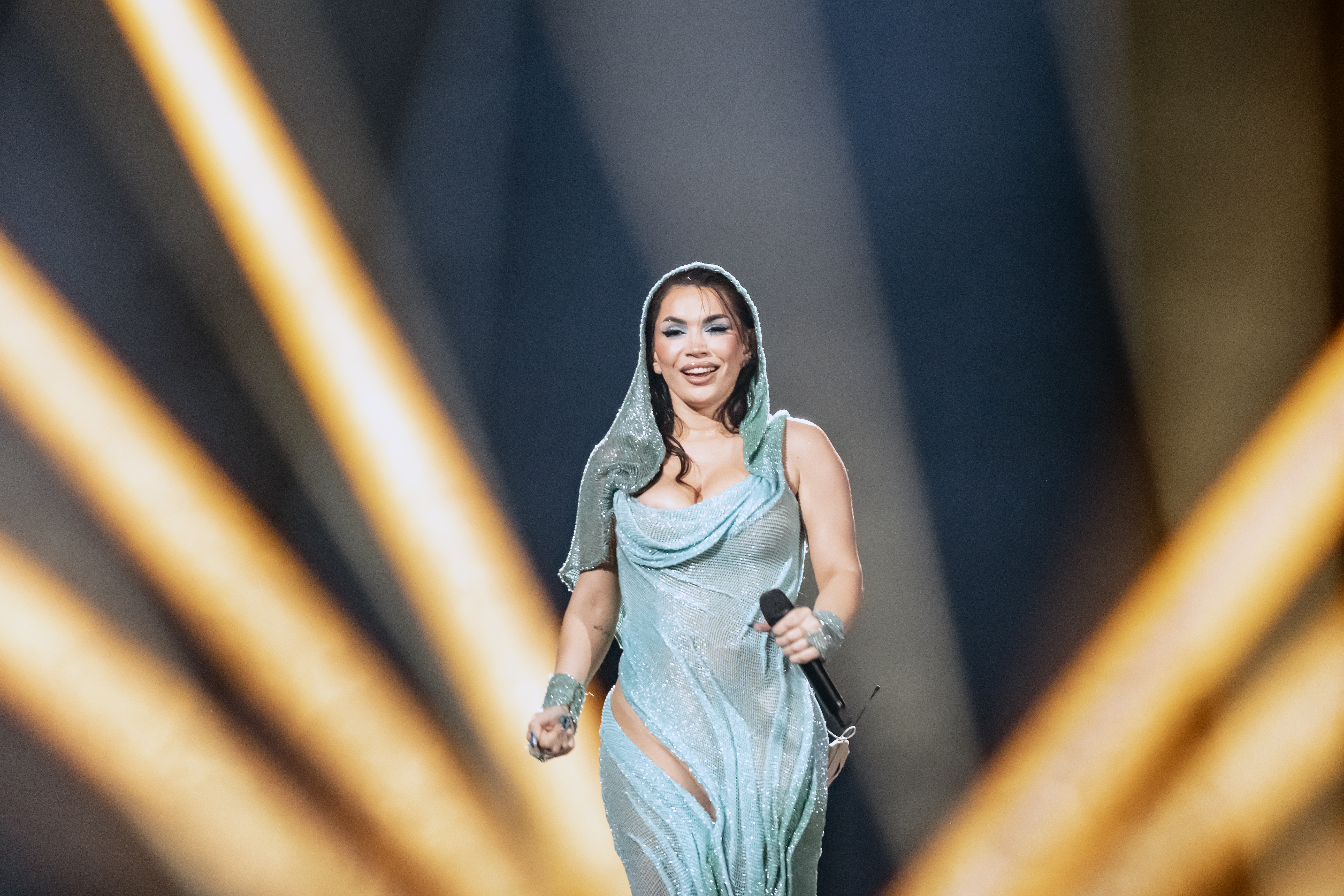
Besa bei einer Probe am Eurovision Song Contest 2024

2023 nahm sie schließlich ein drittes Mal teil. Obwohl sie auch diesmal das Festival nicht gewinnen konnte, wurde sie in einer separaten Abstimmung vom Publikum zur Vertreterin Albaniens beim Eurovision Song Contest 2024 in Malmö gewählt. Mit dem Lied Zemrën n’dorë, das für den europäischen Wettbewerb auf Englisch umgetextet wurde und den Titel TiTAN erhielt, konnte sie sich am 9. Mai 2024 im zweiten Halbfinale nicht für das Finale qualifizieren.
Kokëdhima wuchs in der südalbanischen Stadt Fier auf, hat jedoch Wurzeln aus Qeparo an der Albanischen Riviera.

## Diskografie

### Alben
- 2006: Besa
- 2011: Evolution
- 2013: Besa për festat
- 2014: Ti je festa ime

### Singles
- 2003: Më beso (mit Produkt 28)
- 2005: Zonja dhe Zotërinj
- 2006: Lëshoje hapin
- 2006: Tani të dua
- 2007: Unik
- 2007: Pa yllin tënd
- 2008: Ëngjëjt Vrasin Njëlloj
- 2008: Ajër
- 2009: Nothin’ Gonna Change
- 2010: Kalorësi i Natës
- 2010: Nuk Jam Ajo (feat. Jehona Sopi)
- 2010: E bukura dhe bisha
- 2011: Botën do ndryshoja
- 2012: Always On My Mind
- 2012: Fishekzjarre
- 2013: Folie
- 2013: Tatuazh në zemër
- 2014: Zemrën dot nuk ta lexoj (feat. 2po2)
- 2014: Mbretëreshë
- 2014: Zejemër (feat. Majk)
- 2014: Arabia (Faj) (feat. Gmd Babydave)
- 2015: Amelia (feat. Mattyas)
- 2015: 14
- 2015: All In
- 2016: Kameleon (feat. Ansi)
- 2016: 123 (feat. Flori Mumajesi)
- 2016: Hangover
- 2017: Kokëfortë
- 2017: Mos m’le me ra (feat. Elinel)
- 2018: Amor
- 2019: La La La
- 2019: Histori
- 2020: C’est la vie (feat. BledBeats)
- 2020: Don (feat. Illeoon)
- 2021: Margjelo (mit Garrido)
- 2022: En equilibre
- 2022: Si kalama (mit Lyrical Son)
- 2023: Zemrën n’dorë („Herz in der Hand“)
- 2023: Engjëjt vrasin njëlloj (mit Marin Hoxha)
- 2024: Inshallah (mit Impar)
- 2024: Plastic Heart (mit Marin Hoxha)
- 2024: Titan
- 2024: Aman (mit Marin Hoxha)
- 2025: Tiki
- 2025: Pergjithmone (mit Buci)
- 2025: Maria (mit Marin Hoxha)
- 2025: Nihna (mit Tiri Gjoci)
- 2025: Look At Ya
- 2025: Rrena (mit Anxhela Peristeri & Marin)